# Tales from Turnpike House
Tales from Turnpike House è il settimo album in studio del gruppo musicale inglese Saint Etienne, pubblicato nel 2005.

## Tracce
1. Sun in My Morning – 2:41
2. Milk Bottle Symphony – 4:03
3. Lightning Strikes Twice – 3:45
4. Slow Down at the Castle – 4:42
5. A Good Thing – 4:00
6. Side Streets – 2:56
7. Last Orders for Gary Stead – 4:28
8. Stars Above Us – 3:24
9. Relocate – 3:09
10. The Birdman of EC1 – 2:47
11. Teenage Winter – 5:45
12. Goodnight – 2:31

## Formazione
- Pete Wiggs
- Bob Stanley
- Sarah Cracknell